# Motukitiu
Motukitiu – jedna z 22 wysp atolu Aitutaki na Wyspach Cooka.
Jest to maleńka wysepka w południowo-wschodniej części laguny Aitutaki, około 1 km na południe od większej wyspy Tekopua.